# Aimone Balbo Di Vinadio
Aimone Balbo Di Vinadio (Torino, 6 agosto 1920 – 29 dicembre 2003) è stato un politico italiano, deputato della VII legislatura della Repubblica Italiana.

## Biografia
Laureato in giurisprudenza, è dirigente d'azienda.
Nel 1976 viene candidato ed eletto con il Partito Comunista Italiano alla Camera dei deputati per la VII legislatura della Repubblica Italiana; a Montecitorio è membro della XII Commissione Industria e commercio, artigianato, commercio estero. Rimane in carica fino al 1979.
Muore il 29 dicembre 2003, all'età di 83 anni.